# Jan Smeken
Jan Smeken, de son vrai nom Jan de Baertmaker, né à Bruxelles vers 1450 (?) et mort dans sa ville natale le 15 avril 1517, est un rhétoricien et poète urbain attitré de la ville de Bruxelles, écrivant en moyen néerlandais.

## Biographie
Succédant sans doute à Colijn Caillieu en 1485, en tant que poète urbain attitré de la ville de Bruxelles, Smeken devait rendre de l'éclat à toutes sortes de festivités et de concours, tels que les processions de l'Ommegang, les fêtes à l'occasion d'une Joyeuse Entrée ou celles à l'occasion des compétitions organisées par les milices bourgeoises.  Il s'occupait aussi de la rédaction de rapports sur les cérémonies à Bruxelles et dans d'autres villes, ainsi que de la création de poèmes de circonstance thiois et français.
C'est en 1498, année vers laquelle moururent ses parents, qu'il devint membre fondateur de la confrérie de Notre-Dame-des-Sept-Douleurs, où il obtiendra encore le titre de « prévôt ».  En 1500, année de la naissance du futur empereur Charles Quint, il contribua à la joie générale par un poème de 1 000 vers, Een spel op hertoghe Karle, ons Keijser nu es.  Hue Mars en Venus tsaemen bueleerden est une œuvre qui nous est parvenue par un manuscrit et par un recueil, publié postérieurement. 
Au plus tôt en 1511, il créa, en 34 strophes de douze vers, un poème où il décrit les sculptures sur glace qui ornaient les rues, marchés et jardins de Bruxelles pendant l'hiver de 1510-1511 (Dwonder van claren yse en snee),.  En novembre 1516, en 38 strophes de douze vers, il composa, à l'occasion des fêtes en l'honneur de la Toison d'or, qui avaient eu lieu le mois précédent, le poème Een schoon gedicht opten name Jesus,.
En outre, on lui attribue le Spel vanden heilighen sacramente vander Nyeuwervaert, une pièce transmise par un manuscrit de Bréda, dans lequel un Smeken est mentionné comme auteur.
Smeken était « facteur »  de la chambre de rhétorique bruxelloise De Lelie.  Il aurait également été membre de la chambre anversoise De Violieren.  Il est coauteur, avec Jan Steemaer (Pertcheval), d'une série perdue de jeux de mystère, les Spelen van de Zeven Weeën,.

### Œuvre
- (nl) Een spel op hertoghe Kaerle, ons Keyser nu es, une pièce écrite à l'occasion de la naissance du duc et futur empereur Charles Quint en 1500.
- (nl) Dwonder van claren yse en snee, de 1511.
- Le poème écrit à l'occasion des festivités autour de la Toison d'or de 1516.
- (nl) Een schoon gedicht opten name Jesus, transmis par le recueil de refereinen [16] de Jan van Styevoort, no  CXXXI.

- (nl) Seven mysteriën van de Seven Weeën[17], jeux de mystère réalisés en collaboration avec Jan Pertcheval en 1497 et considérés comme perdus.

Des œuvres suivantes, l'attribution demeure incertaine.
- (nl) Hue Mars en Venus tsaemen bueleerden.
- Quelques rapports sur les fêtes à l'occasion des Joyeuses Entrées.
- (nl) Het spel vanden heilighen sacramente vander Nyeuwervaert[18].